# Heather Blitz
Heather Blitz (1968) es una jinete estadounidense que compitió en la modalidad de doma. Ganó dos medallas en los Juegos Panamericanos de 2011, oro en la prueba por equipos y plata en individual.

## Palmarés internacional
| Juegos Panamericanos | Juegos Panamericanos | Juegos Panamericanos | Juegos Panamericanos |
| Año                  | Lugar                | Medalla              | Categoría            |
| -------------------- | -------------------- | -------------------- | -------------------- |
| 2011                 | Guadalajara (México) | Medalla de oro       | Por equipos          |
| 2011                 | Guadalajara (México) | Medalla de plata     | Individual           |